# Medard Morawiecki
Medard Morawiecki (ur. 16 maja 1846 w Nowym Sączu, zm. 25 września 1937 w Krakowie) – powstaniec styczniowy.
Urodził się w 1846 roku w Nowym Sączu, w rodzinie Antoniego Morawieckiego, organisty i Genowefy z domu Nanke. Ochrzczony został 24 maja tego roku w kościele parafialnym pw. św. Małgorzaty. Jako żołnierz brał udział w powstaniu styczniowym.
Zamieszkał w Krakowie, gdzie pracował jako woźny sądowy.
Po odzyskaniu przez Polskę niepodległości w okresie II Rzeczypospolitej został awansowany do stopnia podporucznika. Został odznaczony Krzyżem Niepodległości z Mieczami. Był ostatnim mieszkającym w Krakowie weteranem powstania styczniowego.
Zmarł 25 września 1937 w szpitalu garnizonowym w Krakowie. Został pochowany na cmentarzu Rakowickim w Krakowie.